# 陶厂镇
陶厂镇，是中华人民共和国安徽省马鞍山市含山县下辖的一个乡镇级行政单位。

## 行政区划
陶厂镇下辖以下地区：
南峰社区、官塘村、铜庙村、关镇村、卜李村、司徒村、西塔村、云塘村、西山村和祁首村。